# Universitat Politècnica de Catalunya
Universitat Politècnica de Catalunya (katalanska för Kataloniens tekniska högskola) är en teknisk högskola i Katalonien (Spanien). Från grundandet 1971 och fram till 1984 hade institutionen det spanskspråkiga namnet Universidad Politécnica de Barcelona.

## Verksamhetsorter
Den har lokaler i Barcelona och Terrassa, i provinsen med samma namn, i den östra delen av Spanien.

## Rektorer
Rektorer har varit:
- Víctor de Buen, 1971–1972
- Gabriel Ferraté i Pascual(ca), 1972–1976
- Julián Fernández Ferrer(ca), 1976–1978
- Gabriel Ferraté i Pascual, 1978–1994
- Jaume Pagès i Fita(ca), 1994–2002
- Josep Ferrer Llop, 2002–2006
- Antoni Giró Roca, 2006–2013
- Enric Fossas Colet, 2013–2017
- Francesc Torres Torres(ca), 2017–